# Émile Simonod
Émile Simonod, né le 21 décembre 1893 à Dolomieu et mort le 4 avril 1977 à Cognin, est un céramiste, peintre et poète français.

## Œuvres
- La Prière de Jésus, Barberaz, 1976.